# Michiel Maddersteg

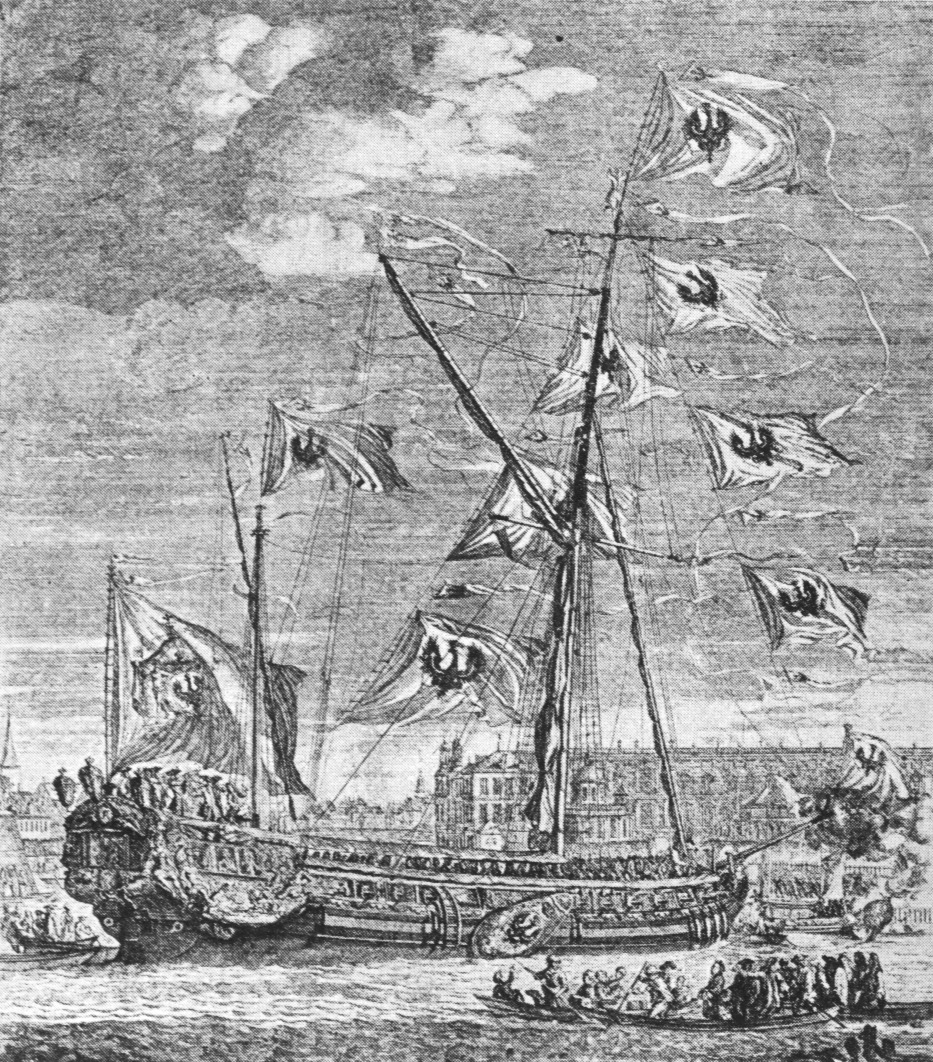
Lustjacht de Frédéric Ier, Roi en Prusse, gravure de Johann Georg Wolfgang d'après un Tableau de Michiel Maddersteg.

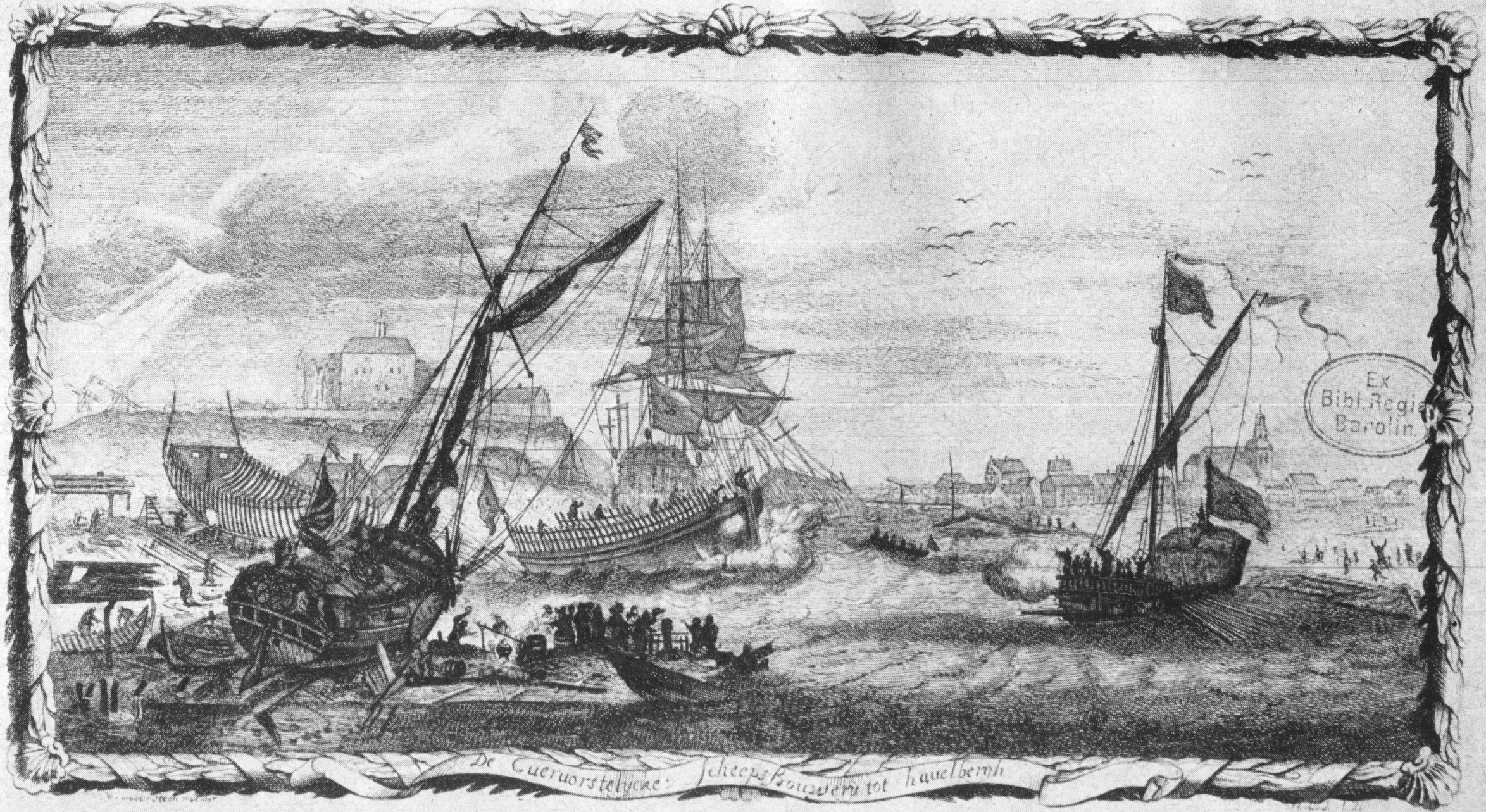
Cuervorstlijcke Scheepsbouverij mort Havelbergh, gravure de l'Oldenbourg d'après un Tableau de Maddersteg.

Michiel Maddersteg né en 1662 à Enkhuizen dans les Provinces-Unies et mort en 1709 à Berlin dans le Saint-Empire romain germanique, est un peintre de marine de l’âge d'or de la peinture néerlandaise notamment actif dans la marche de Brandebourg.

## Biographie
Sa vie est mal connue, et on ne trouve pas d'éléments dans les publications scientifiques. On sait par des auteurs contemporains qu'il est présent dans l'entourage artistique de Ludolf Bakhuizen. Il semblerait qu'il ne soit pas né à Amsterdam, contrairement aux  informations données par Arnold Houbraken et d'autres auteurs. Il ne serait également pas mort dans cette ville, mais à Berlin.
Ses dates exactes de naissance et de décès ne sont pas connues. Il a été baptisé en 1662. Il est âgé de 36 ans dans son acte de mariage de 1699. Sa femme, Marie Otter, possède lors de son décès en 1743, une petite parcelle à Bickerseiland (de). Il s'agit peut-être d'un  investissement de Maddersteg mentionné par Houbraken. 
Il est inscrit dans le registre des peintres du prince électeur, et reçoit à ce titre une pension de 1 000 écus par an.

## Œuvre
Son œuvre est également peu étudiée.Il signe « M. M. » sur ses toiles. Les appréciations élogieuses de Houbraken, qui considère qu'il était le meilleur élève de Bakhuizen, sont discutées par les historiens d'art, qui relèvent des faiblesses picturales, notamment dans les représentations des nuages. 
Ses œuvres ne sont pas exposées aux Pays-Bas, et la plupart de celles conservées en Allemagne le sont dans le Château de Caputh et le Château d'Oranienburg.
Parallèlement à son œuvre picturale, Maddersteg a travaillé à des projets de construction navale. II a ainsi fait construire en 1704 un yacht de 82 pieds de long et de 23 de largeur. Son projet a été sélectionné parmi quatre par le roi et Maddersteg a reçu pour cela 100 000 Thalers.